# Tom Clancy’s Rainbow Six: Lockdown
Tom Clancy’s Rainbow Six: Lockdown — игра в жанре тактический 3D-шутер, разработанная компанией Red Storm Entertainment и изданная компанией Ubisoft. PlayStation 2 и Xbox версии были выпущены 6 сентября 2005 года. GameCube версия была выпущена 27 сентября 2005 года, версия для Windows — 10 февраля 2006 года.

## Игровой процесс
Lockdown — первая игра серии Rainbow Six, использующая такие графические эффекты, как нормал-маппинг и отражение. Кроме того, каждый солдат отряда теперь имеет собственную игровую модель с чётко различаемыми чертами лица. Расширенные настройки графики доступны только на ПК-версии игры.
Геймплей стал более экшен-ориентированным, чем у игр предыдущих серий и имеет ряд отличий от большинства тактических элементов более ранних игр. В результате, игра стала более близка к обычному шутеру от первого лица, чем к тактическому шутеру, преобладающего в предыдущих частях и сделавшего серию популярной.
Игрок управляет лидером группы Rainbow Дингом Чавезом и обладает возможностью руководить своим отрядом в реальном времени. Игрок может отдавать членам команды различные приказы, такие как, например, взлом двери или бросок гранаты в комнату.
Боевая система изменилась по сравнению с предыдущими играми серии. Персонажи способны выжить после нескольких пулевых ранений перед тем, как умереть. Враги также стали более живучими. Игрок не может восстанавливать своё здоровье в течение миссии, так что любой урон постоянен. Члены отряда теперь могут самостоятельно прятаться за углами и объектами, а не просто следовать за игроком по прямой.
Rainbow Six: Lockdown также дает возможность сохранять игру в любое время в течение уровня в отличие от предыдущих игр серии.

### Консольные версии
Консольные версии Rainbow Six: Lockdown включают несколько миссий, в которых игроки управляют снайпером Дитером Вебером и должны стрелять во врагов из снайперской винтовки с таких позиций, как, например, небольшая комната или вертолет в то время, как отряд управляется искусственным интеллектом. Консольные версии также содержат вырезанные материалы: биографии каждого члена команды и бонусы, для открытия которых необходимо собирать кейсы, спрятанные на каждом уровне.
В консольных версиях игры игрок видит окружающий мир через симулированный козырек шлема. Когда здоровье главного героя становится низким, на козырьке появляются трещины, тем самым ограничивая обзор. Используются и другие эффекты, такие как пар и пыль, снижающие видимость. Враги отмечаются на козырьке в качестве целей.
Также в игре доступны для использования новые гаджеты. Оригинальный датчик сердцебиения был переработан и может использоваться для обнаружения врагов, а в версии для PlayStation 2 имеется эксклюзивный 10-метровый датчик, использующийся для наблюдения за врагами сквозь стены. В многопользовательской игре могут быть использованы такие предметы, как КПК или как в версии для Xbox портативные турели. Молот для взлома дверей теперь можно носить с собой, а брошенные гранаты могут укатываться.
Игровой процесс включает в себя ряд аспектов из других видеоигр. Персонаж может задерживать дыхание, прицеливаясь из снайперской винтовки, для повышения точности, а камеры наблюдения могут быть отключены как вручную, так и с помощью оружия.

### ПК-версия
В ПК-версии вырезаны снайперские миссии и сюжетные ролики и переработаны уровни для соответствия с менее линейным геймплеем предыдущих игр серии. Несколько элементов, вырезанных в консольных версиях, добавлены в ПК-версию игры.

## Сюжет
Действие происходит в 2009 году и связано с элитным контр-террористическим подразделением «Rainbow». Оно противостоит всемирной террористической организации, известной как «Глобальный Фронт Освобождения (англ. Global Liberation Front)», состоящей из различных организаций, выступающих против Запада. Эта организация украла созданный с помощью нанотехнологий вирус под названием «Легион». «Легион» — это аэрозоль, вызывающая сильное кровоизлияние и гарантирующая стопроцентную смерть жертвы. «Rainbow» должны найти и остановить «GLF». Чтобы достичь этого, «Rainbow» перемещается от страны к стране, выслеживая местоположения противников с захватом или убийством местного лидера. В конечном итоге, команда захватывает верховного лидера организации Бастиана Вандервалла. Всего игра включает в себя 16 миссий (14 миссий в версии для Xbox).

## Многопользовательская игра

### Xbox
Версия для Xbox включает в себя эксклюзивный тип игры для Xbox Live, названный «Persistent Elite Creation» (PEC). Он позволяет игроку иметь постоянного персонажа во время онлайн-игры, а также получать других в зависимости от длительности игры и уровня. На выбор предоставлены 4 «карьеры»: коммандос, медик, инженер и спецназ. Каждый класс отличается своими способностями и возможностями:
- Коммандос — используют тяжелое вооружение и броню.
- Медики — способны лечить членов своей команды во время боя.
- Инженеры — могут устанавливать турели.
- Спецназ — скрытны и используют оборудование для наблюдения за врагами.

В качестве стимула для дальнейшей игры существуют бонусы, которые могут быть разблокированы путём достижения новых целей, такие как новое оружие и предметы. Существуют элементы похожие на те, что существуют в RPG: во время повышения уровня игрок получает очки характеристик, которые могут быть распределены по различным навыкам.

### PlayStation 2
Версия для PlayStation 2, не содержащая режима PEC от версии для Xbox, имеет свой собственный многопользовательский режим. Названный «Конкуренция (англ. Rivalry)» этот режим заключается в борьбе команды террористов против команды контр-террористов.

### GameCube
Версия для GameCube, в связи с отсутствием онлайн-поддержки, не имеет многопользовательского режима, но вместо этого доступен кооперативный режим для двух игроков.

## Критика
| Сводный рейтинг    | Сводный рейтинг | Сводный рейтинг | Сводный рейтинг | Сводный рейтинг | Сводный рейтинг |
| Издание            | Оценка          | Оценка          | Оценка          | Оценка          | Оценка          |
| Издание            | GC              | PC              | PS2             | Xbox            | Мобильные       |
| ------------------ | --------------- | --------------- | --------------- | --------------- | --------------- |
| GameRankings       | 68,00 %         | 63,47 %         | 68,67 %         | 72,83 %         | 75,67 %         |
| Metacritic         | 72/100          | 59/100          | 70/100          | 74/100          | N/A             |
| Иноязычные издания |                 |                 |                 |                 |                 |
| Издание            | Оценка          | Оценка          | Оценка          | Оценка          | Оценка          |
| Издание            | GC              | PC              | PS2             | Xbox            | Мобильные       |
| Eurogamer          | N/A             | N/A             | N/A             | 6/10            | N/A             |
| Game Informer      | 7,5/10          | N/A             | 7,5/10          | 8,5/10          | N/A             |
| GameRevolution     | N/A             | N/A             | C               | C+              | N/A             |
| GameSpot           | 7,6/10          | 8/10            | 7,7/10          | 7,7/10          | 7,6/10          |
| GameSpy            | N/A             | [ 20 ]          | [ 21 ]          | [ 22 ]          | N/A             |
| GameZone           | 7,8/10          | 6,9/10          | N/A             | 8/10            | N/A             |
| IGN                | 7,4/10          | 6,5/10          | 7,6/10          | 7,8/10          | 7,9/10          |
| Nintendo Power     | 6/10            | N/A             | N/A             | N/A             | N/A             |
| OPM                | N/A             | N/A             | [ 32 ]          | N/A             | N/A             |
| OXM                | N/A             | N/A             | N/A             | 6,7/10          | N/A             |
| PC Gamer (US)      | N/A             | 45 %            | N/A             | N/A             | N/A             |
| Detroit Free Press | N/A             | N/A             | N/A             | [ 35 ]          | N/A             |

ПК-версия игры получила значительно более низкие оценки, чем её предшественники из-за значительных изменений в геймплее. Несмотря на это, консольные версии получили положительные отзывы от многих игровых сайтов и журналов.